# Lado Gudiaszwili
Lado (Włodzimierz) Gudiaszwili (gruz. ლადო გუდიაშვილი, ur. 6 marca?/18 marca 1896 w Tyflisie, zm. 20 lipca 1980 tamże) – malarz, grafik i scenograf gruziński.

## Życiorys
Urodził się w rodzinie kolejarza. W latach 1910–1914 studiował w Akademii Sztuk Pięknych w Tbilisi, potem pracował jako nauczyciel rysunku w gimnazjum.
W latach 1914–1918 należał do grupy literatów gruzińskich „Błękitne rogi”. W roku 1915 spotkał gruzińskiego malarza naiwnego Nika Pirosmanaszwilego. W roku 1919 wystawił 80 obrazów na pierwszej wystawie indywidualnej w Tbilisi.
Dzięki uzyskanemu stypendium rozpoczął 1919 studia w paryskiej Académie Ranson. W następnym roku prace jego wzbudziły zainteresowanie na Salonie Jesiennym (Salon d’Automne). Odwiedzał kolonię artystyczną „La Ruche” w XV dzielnicy Paryża, gdzie spotkał malarzy Pabla Picassa, Amedeo Modiglianiego, Fernanda Légera, Maurice’a Utrilla, Natalię Gonczarową i Michaiła Łarionowa oraz poetów Louisa Aragona und André Bretona. W następnych latach wystawiał obrazy w wielu miastach Europy i w Nowym Jorku. Mimo sukcesów we Francji, powrócił 1926 do Gruzji, gdzie rozpoczął wykłady na Akademii Sztuk Pięknych w Tbilisi.
W twórczości nawiązywał do malarstwa dawnej Gruzji i Persji. Tematem jego malarstwa było życie ówczesnej Gruzji, ale też historia i mitologia. Na wielu obrazach pojawiały się akty. Nie uległ naciskom, by malował socrealistyczne obrazy o tematyce produkcyjnej. W roku 1946 wykonał freski w kopule apsydy kościoła Kaszweti (św. Jerzego) w Tbilisi, za co został wykluczony z KPZR i pozbawiony profesury w Akademii.
W okresie powojennym stworzył „cykl antyfaszystowski” poświęcony grozie wojny, co przyniosło mu przydomek „gruzińskiego Goi”. W 1979 otrzymał honorowe obywatelstwo Tbilisi.
Po śmierci został pochowany w Panteonie Gruzji na górze Mtacminda w Tbilisi.

## Odznaczenia i nagrody
- Medal Sierp i Młot Bohatera Pracy Socjalistycznej (19 listopada 1976)
- Order Lenina (trzykrotnie, 2 kwietnia 1966, 2 lipca 1971 i 19 listopada 1976)
- Order Czerwonego Sztandaru Pracy (17 kwietnia 1958)
- Order „Znak Honoru” (14 stycznia 1937)
- Nagroda Państwowa Gruzińskiej SRR im. Szoty Rustawelego (1965)

I medale.